# Aplastodiscus leucopygius
Aplastodiscus leucopygius és una espècie de granota que viu al Brasil.